# Strada statale 79 bis Orvietana
La strada statale 79 bis Orvietana era una strada statale italiana che collegava Todi a Orvieto.

## Storia
La strada statale 79 bis "Orvietana" venne istituita nel 1938 riclassificando un tratto fino ad allora appartenuto alla strada statale 79 Ternana.
Attualmente non risulta più nell'elenco delle strade gestite dall'ANAS. La numerazione è stata riutilizzata per la strada statale 79 bis Ternana.